# (5852) Nanette
(5852) Nanette – planetoida z pasa głównego asteroid okrążająca Słońce w ciągu 4 lat i 200 dni w średniej odległości 2,74 j.a. Została odkryta 19 kwietnia 1991 roku przez Carolyn Shoemaker. Przed nadaniem nazwy planetoida nosiła oznaczenie tymczasowe (5852) 1991 HO.